# 서시 (사람)

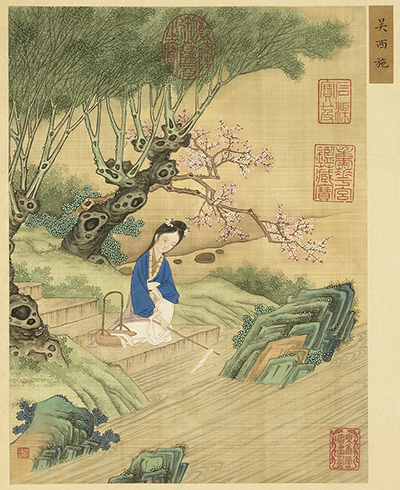
서시

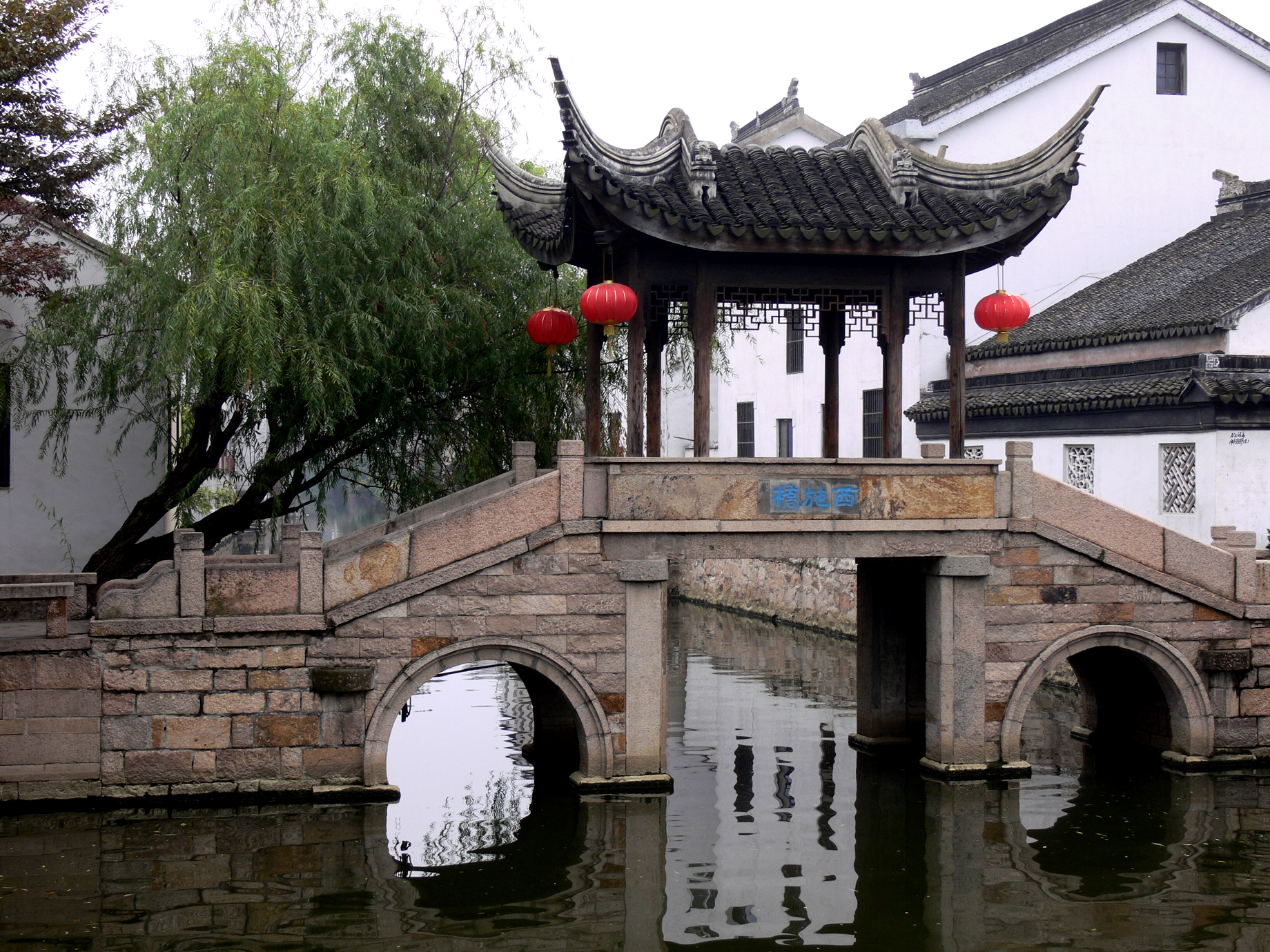
쑤저우 무두구전의 시쓰 교(서시교)

서시(중국어: 西施, 병음: Xī Shī 스스[*], 생몰년 미상)는 고대 중국 4대 미녀 중 한 명으로, 본명은 시이광(스이광, 施夷光)이다. 중국에서는 서자(시쯔, 西子)라고도 한다. 기원전 5세기(춘추 시대 말기)의 사람이다. 현재의 저장성 사오싱 주지 시 출신이다. 왕소군, 양귀비, 우희와 함께 중국 4대 미녀들 중 1명으로 손꼽히는 인물이다. 또한 이들 중 가장 으뜸으로 알려져 있다

## 생애
월왕 구천이 오왕 부차와의 전쟁에서 패배하자 월나라 구천의 참모 범려의 전략에 따라 패전의 처리에 대한 공물로 오나라 부차의 여인이 된다. 서시가 부차에게 총애를 받자 부차의 후궁 위희부인이 서시를 질투하여 서시를 비밀리에 제거하려 했던 적이 있었다. 서시에게 빠진 부차는 월나라를 끝까지 없애야 한다고 주장하던 오자서를 죽이면서까지 월나라 경계에 소홀하게 되고, 결국 국력을 키운 월나라에 패망하게 된다.
오나라가 패망한 뒤의 서시는 월왕 구천의 후궁이 되어 총애를 받지만, 구천의 정부인인 월부인에게 비밀리에 제거당한다.
중국의 사가들은 오나라가 망한 후 서시의 일생에 대하여 많은 설들을 만들었다. 그 중 서시는 범려의 연인으로 오나라가 망한 후 그가 월나라를 떠날 때 비밀리에 데리고 갔다는 설이 사가들에게 가장 많이 사랑받았다.
다른 설로는 월나라가 오나라를 멸한 후 월의 구천이 서시를 궁으로 부르지만 범려가 그녀와 강에서 만나 그녀를 설득하고 서시가 강으로 자살했다는 것이나, 오나라가 망할 때 분노한 백성들이 서시를 죽였다는 설도 있지만, 모두 정확하다고 할 수는 없다.

## 관련 장소
저장성 항저우의 중심에 서호가 있다. 중국인들은 서시를 서자(西子)라고 부르는데, 서시처럼 아름다운 호수라는 의미를 가지고 있다.

## 관련 고사
서시와 관련한 여러 고사가 있는데, 대표적인 것이 침어(沈魚)이다. 어릴 때부터 천성이 곱고 용모가 아름다워 항상 부러움을 샀는데, 하루는 강가에서 빨래하다가 그녀의 아름다운 모습이 맑은 강물에 비쳤다. 이때 물고기가 물에 비친 아름다운 서시의 모습에 도취되어 헤엄치는 것도 잊어버리고 강바닥으로 가라앉았다고 한다. 현재 서시의 출생지라고 알려진 저장성의 제기 시에는 서시가 빨래하던 전설의 장소를 완사(浣紗)라 하여 관광지로 조성하였다.
《장자》에는 효빈(效嚬)이라는 고사가 있다. 속 병이 있던 서시가 이마를 찌푸리고 걷고 있었는데, 이 마을의 추녀가 그래야 아름다운 줄 알고 자기도 역시 가슴에 두 손을 얹고서 남이 보는 데서 얼굴을 찌푸렸다. 추녀의 그 모습을 보고 마을의 부자는 문을 굳게 닫아걸고서 나가지 않았으며, 가난한 사람들은 처자를 데리고 다른 고장으로 달아났다고 한다.

## 같이 보기
- 왕소군
- 양귀비
- 우미인